# Lower Erebus Hut
La Lower Erebus Hut ou LEH est une base scientifique permanente située à proximité du sommet du mont Erebus, sur l'île de Ross, en Antarctique.

## Géographie
La Lower Erebus Hut est située en Antarctique, sur l'île de Ross, à proximité du sommet du mont Erebus, non loin du rebord de sa caldeira sur la face nord. Cet emplacement à 3 401,89 mètres d'altitude permet une facilité et une rapidité d'accès en motoneige ou à pieds jusqu'au Main Crater qui contient le lac de lave depuis le début de l'éruption du volcan en 1972.
La base est constituée de deux baraquements, une cuisine, une réserve et une salle commune.

## Accès, conditions de vie et activité
La base est accessible uniquement au personnel scientifique autorisé et uniquement pendant six semaines environ au cours de la période estivale de début décembre à début janvier. Après un voyage en avion depuis la Nouvelle-Zélande à destination de la base antarctique McMurdo, d'un transfert en hélicoptère à la station d'acclimatation de Fang Ridge où les équipes y passent au moins deux jours afin de limiter l'apparition et les effets du mal aigu des montagnes, les scientifiques atteignent la Lower Erebus Hut après un dernier trajet en motoneige ou en hélicoptère.
Les conditions de vie sont relativement rudes en raison du climat polaire qui règne sur l'île de Ross et particulièrement au sommet du mont Erebus et de l'altitude élevée (plus de 3 000 mètres). Les scientifiques utilisent les deux baraquements pour la cuisine, la toilette, entreposer les vivres et le matériel et comme salle commune mais ils dorment à l'extérieur sous des tentes sauf en cas de tempête. L'intégralité des déchets produits par la base et leurs occupants sont redescendus à la base McMurdo afin de préserver l'écosystème du mont Erebus.
La Lower Erebus Hut abrite des capteurs météorologiques ainsi que les instruments volcanologiques de l'observatoire volcanologique du mont Erebus géré par l'Institut des mines et des technologies du Nouveau-Mexique hormis ceux situés à différents endroits du mont Erebus comme des sismographes, des altimètres, etc.
Les missions scientifiques sont dirigées depuis la base McMurdo par l'United States Antarctic Program, une unité de la National Science Foundation. Elles sont composées de chercheurs et d'étudiants chargés de la maintenance du matériel automatisé ou semi-automatisé comme les capteurs météorologiques et volcanologiques ainsi que de mener des études et des missions d'observation et de mesure volcanologiques comme l'évolution de la composition gazeuse et du débit du panache volcanique du lac de lave ou encore l'observation à l'œil nu ou par infrarouge du lac de lave.

## Histoire
La Lower Erebus Hut a été construite en novembre 1992 en remplacement de la  Upper Erebus Hut et des installations semi-permanentes de Jamesway hut (en).